# 阿克莫 (阿肯色州和密蘇里州)
阿克莫（英語：Arkmo）是位於美國阿肯色州密西西比縣及密蘇里州鄧克林縣的非建制地區。

## 地理
阿克莫的座標為35°59′48″N 90°14′51″W / 35.99667°N 90.24750°W，而該地的平均海拔高度為74米（即243英尺）。